# Mecz Mistrzostw Świata w Piłce Nożnej 1950, Urugwaj – Brazylia

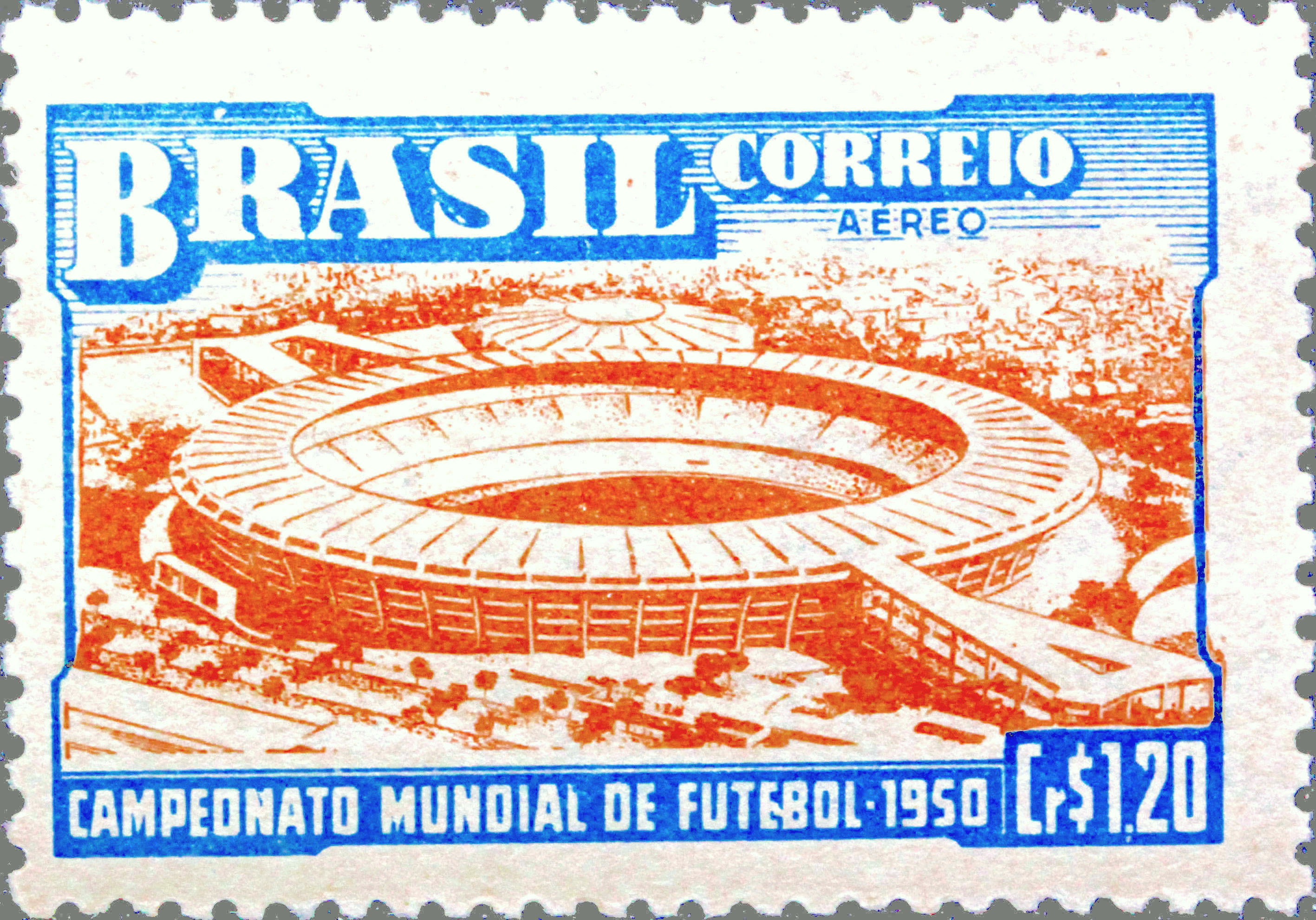
Znaczek poczty lotniczej z 1950 roku promujący mundial w Brazylii. Na pierwszym planie Maracanã, arena meczu finałowego

Mecz Mistrzostw Świata w Piłce Nożnej 1950, Urugwaj – Brazylia (znany również jako Maracanaço) – mecz piłki nożnej rozegrany 16 lipca 1950 na stadionie Maracanã w ówczesnej stolicy Brazylii, Rio de Janeiro.
Był to mecz ostatniej kolejki rundy finałowej Mistrzostw Świata 1950, decydujący o tytule mistrzowskim (stąd często określany jest jako finał tych mistrzostw, choć de facto finałem nie był). W przeciwieństwie do innych mundiali, zwycięzca czempionatu z 1950 został wyłoniony poprzez drugą fazę grupową, w której cztery drużyny grały w formacie „każdy z każdym”, zrezygnowano z fazy pucharowej. Przed spotkaniem finałowym Brazylia miała punkt przewagi nad Urugwajem. Urugwaj, chcąc zostać mistrzem świata, potrzebował więc zwycięstwa, podczas gdy Brazylia mogła to spotkanie nawet zremisować (za wygraną w meczu przyznawano wówczas dwa punkty, za remis jeden). Pozostałe dwie drużyny biorące udział w rundzie finałowej, Hiszpania oraz Szwecja były przed ostatnią kolejką pozbawione szans na zdobycie mistrzostwa, choć Hiszpania zachowała jeszcze teoretyczne szanse na zajęcie drugiego miejsca.
Wszystkie bramki padły w drugiej połowie. Brazylia w 47. minucie objęła prowadzenie po bramce Friaçy, ale w 66. minucie Juan Schiaffino wyrównał. Urugwajczyk Alcides Ghiggia strzelił zwycięskiego gola na 11 minut przed końcem meczu. Spowodowało to jedną z największych sensacji i tragedii w historii brazylijskiego futbolu, określaną mianem Maracanaço (termin ten przetłumaczono jako „agonia na Maracanie”, od nazwy stadionu, na którym rozegrano to spotkanie), które stało się wyrażeniem opisującym mecz i jego atmosferę. Był to drugi mecz finałowy mundialu z udziałem dwóch drużyn z Ameryki Południowej (pierwszy to finał z 1930 roku pomiędzy Urugwajem a Argentyną, który również wygrał Urugwaj).
Mecz obejrzało z trybun około 200 000 widzów, co jest rekordem wszech czasów.

## Tło
| Drużyna   | Mecze | Zwycięstwa | Remisy | Porażki | Bramki zdobyte | Bramki stracone | Bilans bramkowy | Punkty |
| --------- | ----- | ---------- | ------ | ------- | -------------- | --------------- | --------------- | ------ |
| Brazylia  | 2     | 2          | 0      | 0       | 13             | 2               | +11             | 4      |
| Urugwaj   | 2     | 1          | 1      | 0       | 5              | 4               | +1              | 3      |
| Hiszpania | 2     | 0          | 1      | 1       | 3              | 8               | -5              | 1      |
| Szwecja   | 2     | 0          | 0      | 2       | 3              | 10              | -7              | 0      |

Turniej w ramach mistrzostw świata (pierwotnie rozgrywany co 4 lata) w 1950 roku był pierwszym po 12 latach przerwy spowodowanej wybuchem II wojny światowej i prowadzonymi w czasie jej trwania walkami. Jego organizatorem została Brazylia. Droga do finału mundialu w 1950 roku była wyjątkowa – zamiast fazy pucharowej, po pierwszej fazie grupowej rozegrano kolejną fazę grupową. Wśród uczestników fazy finałowej były ekipy: Brazylii (gospodarz i najbardziej bramkostrzelny zespół pierwszej fazy grupowej; na to wyróżnienie drużyna Brazylii zapracowała sobie zwycięstwami 4:0 z Meksykiem i 2:0 z Jugosławią oraz remisem 2:2 ze Szwajcarią), Urugwaju (który rozegrał tylko jeden mecz w swojej grupie gromiąc Boliwię 8:0), Hiszpanii (która wygrała wszystkie trzy mecze grupowe z Anglią, Chile i Stanami Zjednoczonymi) i Szwecji (która zakwalifikowała się do decydującej rundy kosztem broniących tytułu mistrza świata Włochów i Paragwaju). Dyspozycja i forma Brazylii ani na chwilę nie pozostawiały złudzeń rywalom: bilans 21 goli strzelonych w 5 meczach przed rozstrzygającym meczem z Urugwajem. Brazylia była wręcz murowanym faworytem do zwycięstwa.
Brazylijczycy wygrali oba pierwsze mecze grupy finałowej przekonująco, pokonując Szwecję 7:1 i Hiszpanię 6:1, zajmowali więc pierwsze miejsce w grupie z czterema punktami przed potyczką finałową. Urugwaj z dorobkiem trzech punktów po zwycięstwie i remisie był na drugim miejscu (remis 2:2 z Hiszpanią i zwycięstwo ze Szwecją 3:2, zwycięski gol padł zaledwie pięć minut przed końcem spotkania).
W meczu między Szwecją a Hiszpanią ekipa szwedzka potrzebowała zwycięstwa, aby wyprzedzić Hiszpanię, zająć trzecie miejsce w grupie i zdobyć brązowy medal. Hiszpanie w przypadku remisu zapewniliby sobie trzecie miejsce, natomiast w razie zwycięstwa minimum 2:0 oraz wysokiej porażki Urugwaju mieli szanse nawet na wicemistrzostwo. Ostatecznie jednak górą w tym spotkaniu byli Szwedzi, którzy wygrali 3:1. Z drugiej strony mecz pomiędzy Brazylią a Urugwajem decydował o tytule mistrza świata; zwycięstwo lub remis dałyby mistrzostwo Brazylii, podczas gdy Urugwaj musiał wygrać mecz, aby zdobyć Puchar Świata. Mecz ten jest często nazywany finałem Mistrzostw Świata 1950 (ściśle rzecz biorąc, tak jednak nie było – był to tylko decydujący mecz fazy grupowej i samego turnieju). Przed meczem decydującym o triumfie w turnieju obie reprezentacje rozegrały ze sobą równo 30 spotkań (bilans: 11 zwycięstw Urugwaju, 6 remisów, 13 zwycięstw Brazylii; bramki 53:58 na korzyść Brazylijczyków).

## Przedwczesne świętowanie
Dziennikarze prasowi i opinia publiczna, opierając się na bardzo wysokiej formie Brazylii, byli tak pewni zwycięstwa, że już na kilka dni przed meczem finałowym ogłaszali Brazylię nowymi mistrzami świata i mieli ku temu powody. Brazylia wygrała swoje ostatnie dwa mecze, preferując bardzo agresywny styl gry, któremu praktycznie żaden zespół nie był w stanie się przeciwstawić. Urugwaj z kolei napotkał wiele trudności w meczach z Hiszpanią i Szwecją, ostatecznie remisując z La Furia Roja i odnosząc minimalne zwycięstwo nad Szwecją. Kiedy porównano te wyniki, wydawało się, że Brazylijczycy byli gotowi pokonać Urugwaj takim samym stosunkiem bramek i z taką łatwością jak Hiszpanów i Szwedów.
Co więcej, w turnieju o Copa América, który również odbył się w Brazylii rok wcześniej, gospodarze pewnie wygrali, strzelając 46 bramek w ośmiu meczach. Najpierw pokonali Ekwador stosunkiem bramek 9:1, następnie wygrali z Boliwią 10:1. Nawet Paragwaj, który zajął drugie miejsce w turnieju, nie został oszczędzony i doznał sromotnej porażki 0:7. Ponadto Brazylia pokonała Urugwaj 5:1.
Wykonano też dwadzieścia dwa złote medale z nadrukowanym imieniem każdego gracza, a burmistrz Rio de Janeiro Ângelo Mendes de Moraes wygłosił pamiętne przemówienie: „Wy, gracze, którzy za mniej niż kilka godzin zostaniecie okrzyknięci mistrzami przez miliony rodaków! Wy, którzy nie macie rywali na całej półkuli! Wy, którzy pokonacie każdego konkurenta! Wy, których już pozdrawiam jako zwycięzców!”. Skomponowano i przećwiczono również piosenkę zatytułowaną Brasil Os Vencedores (Brazylia – zwycięzcy), gotową do zagrania i odśpiewania tuż po zakończeniu meczu finałowego.
Ponadto szykowano się na wielką mistrzowską fetę: ulicami Rio mieli przejść przyszli bohaterowie tego dnia, w późniejszym czasie miały ich też przyjąć z honorami ówczesne najwyższe władze państwowe. Przygotowano samochody, które miały być prezentami dla piłkarzy, wyprodukowano wiele proporczyków i pocztówek honorujących zdobycie upragnionego przez kibiców trofeum, w obiegu były też koszulki sławiące zwycięzców.
Paulo Machado de Carvalho, piastujący m.in. funkcję prezydenta klubu São Paulo FC myślał jednak dokładnie odwrotnie. Podczas wizyty na treningu na Estádio São Januário w przeddzień meczu Paulo spotkał kilku polityków wygłaszających pełne pasji przemówienia do zawodników, a także dziennikarzy, fotografów i innych przybywających, by dołączyć do „przyszłych mistrzów”. Kiedy ostrzegł trenera Flávio Costę o ryzyku zakłócenia koncentracji zawodników, został zignorowany. Sfrustrowany powiedział swojemu synowi Tucie, który mu towarzyszył: „Przegramy”.
Rankiem 16 lipca 1950 ulice Rio de Janeiro tętniły życiem. Zorganizowano improwizowany karnawał w rytmie samby z tysiącami flag, serpentyn, przygotowanym konfetti i przyśpiewkami „Brazylia musi wygrać!”. Taka atmosfera utrzymywała się aż do ostatnich minut przed meczem. Na stadion Maracanã oficjalnie przyszło około 173 850 osób (tyle sprzedano wejściówek), jednak rzeczywistą frekwencję szacuje się na ponad 200 000 ludzi. Jest to najwyższa frekwencja na meczu piłkarskim w historii.

## Przygotowania drużyny Urugwaju do meczu
Brazylijska gazeta „O Mundo” na swoich łamach w dniu finału zamieściła zdjęcie drużyny Brazylii z podpisem „To są mistrzowie świata”. Gdy kapitan drużyny Urugwaju Obdulio Varela zobaczył tę gazetę rano w hotelu, kupił wściekły tyle egzemplarzy, ile mieli, po czym położył je na posadzce w łazience i zachęcił kolegów z drużyny do tego, by oddali na nie mocz.
W szatni Urugwaju tuż przed meczem trener Juan López powiedział zawodnikom, że powinni w tym meczu zagrać jak najbardziej defensywnie. Po jego wyjściu Varela wstał i zwrócił się do zespołu, mówiąc: „Juancito to dobry człowiek, ale dzisiaj się myli. Jeśli zagramy defensywnie przeciwko Brazylii, nasz los nie będzie się różnił od losu Hiszpanii czy Szwecji”. Następnie wygłosił emocjonalną przemowę, w której podkreślił, że nie mogą dać się zastraszyć kibicom ani drużynie przeciwnej oraz powiedział „Chłopcy, outsiderzy nie grają, rozpocznijmy show”. Przemówienie to odegrało ogromną rolę w końcowym wyniku meczu.

## Mecz

Gol Friaçy

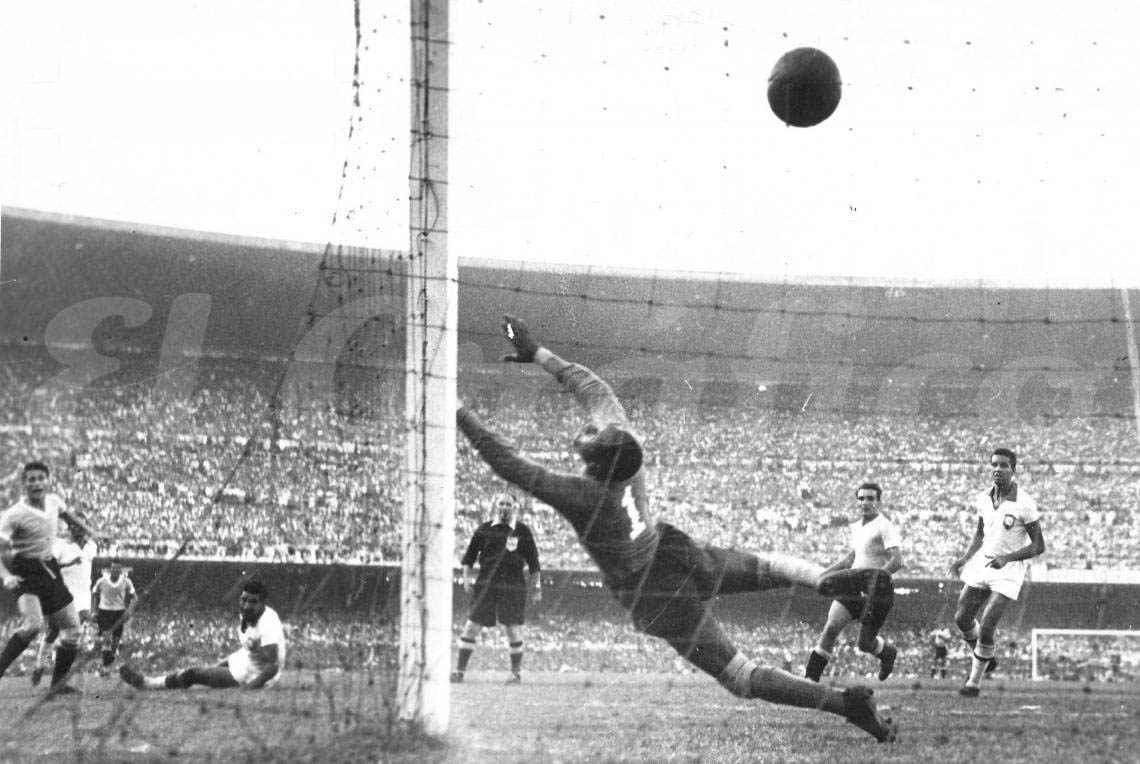
Gol wyrównujący Juana Schiaffino

### Przebieg

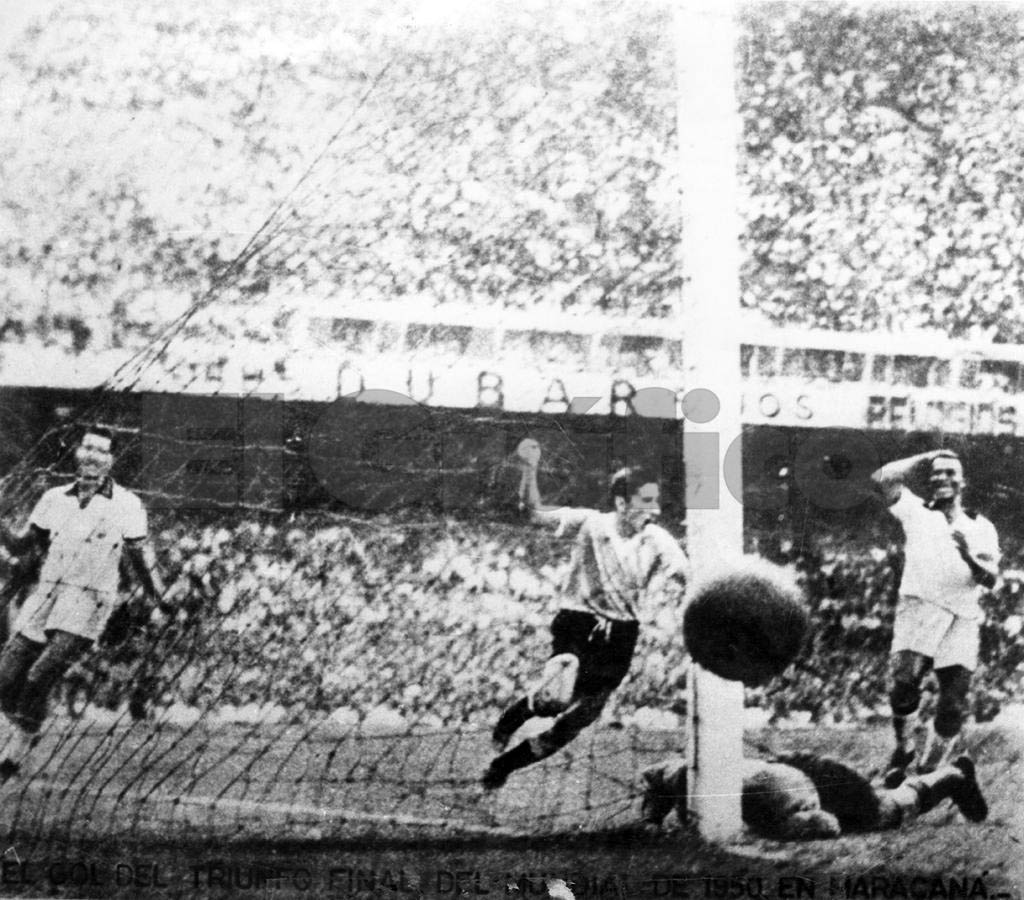
Alcides Ghiggia świętujący zdobycie drugiej bramki

Mecz rozpoczął się zgodnie z przewidywaniami, Brazylia atakowała przez zdecydowaną większość pierwszej połowy. W przeciwieństwie do drużyn Hiszpanii i Szwecji, Urugwajczykom udało się jednak utrzymać szyki defensywne i pierwsza połowa zakończyła się bezbramkowo. Brazylia zdobyła pierwszego gola w meczu zaledwie dwie minuty po przerwie, a napastnik São Paulo Friaça strzelił obok interweniującego bramkarza Roquego Máspoli. Kapitan Urugwajczyków Obdulio Varela zwracał sędziemu głównemu uwagę, że jego asystent sygnalizował spalonego, ale arbiter nie odważył się anulować bramki. Mecz został przerwany na kilku minut po wybuchu karnawału radości brazylijskich piłkarzy i kibiców. Później Urugwaj zdołał przejąć kontrolę nad grą, czego efektem była bramka wyrównująca strzelona z ostrego kąta w 66. minucie meczu przez Juana Schiaffino. 11 minut przed końcem meczu Alcides Ghiggia, biegnący prawą stroną boiska, strzelił kolejnego gola. W ostatnich 10 minutach Ademir oddał sześć strzałów na bramkę Urugwaju, ale Maspoli obronił wszystkie, w tym uderzenie z woleja z 7 metrów w prawy róg oddane z nieodgwizdanej pozycji spalonej. Po drugiej bramce dla Urugwaju publiczność na stadionie praktycznie cały czas milczała do momentu gdy angielski sędzia George Reader zakończył spotkanie. Urugwaj wygrał 2:1 i po raz drugi został mistrzem świata (pierwszy tytuł w 1930).

### Szczegóły i składy drużyn
| 16 lipca 1950 15:00 | Urugwaj · Schiaffino 66' · Ghiggia 79' | 2:1(0:0)raport | Brazylia · Friaça 47' | Estádio do Maracanã, Rio de Janeiro Widzów: ~199 954 Sędzia: George Reader Asystenci: Arthur Ellis, George Mitchell |
|                     |                                        |                |                       | |

| Urugwaj              | Urugwaj | Urugwaj                  |
| -------------------- | ------- | ------------------------ |
| BR                   | 1       | Roque Máspoli            |
| OB                   | 2       | Matías González          |
| OB                   | 3       | Eusebio Tejera           |
| OB                   | 4       | Schubert Gambetta        |
| OB                   | 5       | Obdulio Varela (kapitan) |
| OB/POM               | 6       | Víctor Rodríguez Andrade |
| N                    | 7       | Alcides Ghiggia          |
| N                    | 8       | Julio Pérez              |
| N                    | 9       | Óscar Míguez             |
| N                    | 10      | Juan Alberto Schiaffino  |
| N                    | 11      | Rubén Morán              |
| Rezerwowi            |         |                          |
| Aníbal Paz           |         |                          |
| Carlos Romero        |         |                          |
| Ernesto Vidal        |         |                          |
| Héctor Vilches       |         |                          |
| Juan Burgueño        |         |                          |
| Juan Carlos González |         |                          |
| Julio César Britos   |         |                          |
| Luis Rijo            |         |                          |
| Rodolfo Pini         |         |                          |
| Washington Ortuño    |         |                          |
| William Martínez     |         |                          |
| Trener:              |         |                          |
| Juan López Fontana   |         |                          |

| Brazylia                 | Brazylia | Brazylia                   |
| ------------------------ | -------- | -------------------------- |
| BR                       | 1        | Moacir Barbosa             |
| OB                       | 2        | Augusto da Costa (kapitan) |
| OB                       | 3        | Juvenal Amarijo            |
| POM                      | 4        | José Carlos Bauer          |
| POM                      | 5        | Danilo Alvim               |
| POM                      | 6        | Bigode                     |
| N                        | 7        | Friaça                     |
| N                        | 8        | Zizinho                    |
| N                        | 9        | Ademir Marques de Menezes  |
| N                        | 10       | Jair da Rosa Pinto         |
| N                        | 11       | Chico                      |
| Rezerwowi                |          |                            |
| Adãozinho                |          |                            |
| Alfredo Ramos dos Santos |          |                            |
| Baltazar                 |          |                            |
| Carlos Castilho          |          |                            |
| Ely do Amparo            |          |                            |
| Francisco Rodrigues      |          |                            |
| Maneca                   |          |                            |
| Nena                     |          |                            |
| Nílton Santos            |          |                            |
| Noronha                  |          |                            |
| Rui Campos               |          |                            |
| Trener:                  |          |                            |
| Flávio Costa             |          |                            |

Objaśnienie skrótów:
BR – bramkarz
OB – obrońca
POM – pomocnik
N – napastnik

## Tabela po rundzie finałowej
| Zespół    | Mecze | Zwycięstwa | Remisy | Porażki | Bramki zdobyte | Bramki stracone | Bilans bramkowy | Punkty |
| --------- | ----- | ---------- | ------ | ------- | -------------- | --------------- | --------------- | ------ |
| Urugwaj   | 3     | 2          | 1      | 0       | 7              | 5               | +2              | 5      |
| Brazylia  | 3     | 2          | 0      | 1       | 14             | 4               | +10             | 4      |
| Szwecja   | 3     | 1          | 0      | 2       | 6              | 11              | -5              | 2      |
| Hiszpania | 3     | 0          | 1      | 2       | 4              | 11              | -7              | 1      |

Po tym meczu kibice brazylijscy zgromadzeni na stadionie niemal zamilkli, nie mogąc uwierzyć w to co się stało. Atmosfery na Maracanie nie polepszył nawet fakt zdobycia tytułu króla strzelców turnieju przez Ademira, który na brazylijskim czempionacie strzelił łącznie osiem goli. Na boisku trwało zamieszanie, piłkarze otoczeni tłumem ochroniarzy nadaremnie czekali na uroczystość wręczenia trofeum; trzymający pod pachą Złotą Nike prezydent FIFA Jules Rimet został zablokowany w wypełnionym ludźmi stadionowym korytarzu. Dopiero po kilkunastu minutach udało mu się dostać do szatni Urugwajczyków i wręczyć puchar ich kapitanowi. Zszokowany całą pomeczową sytuacją Varela zamiast okazywać radość złożył wyrazy współczucia gospodarzom. To jedyny przypadek w historii MŚ, w którym nie wręczono zwycięzcom nagrody na oczach widzów.

## Następstwa

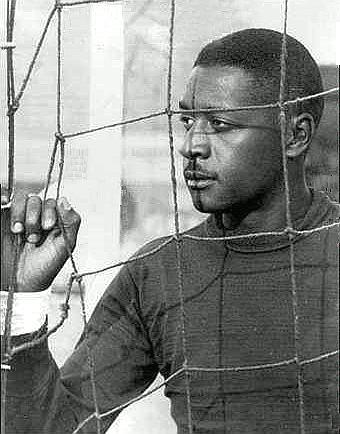
Moacir Barbosa, „feralny” bramkarz

Już dzień po meczu finałowym rozpoczęło się poszukiwanie winnych porażki. Najbardziej dostało się bramkarzowi Moacirowi Barbosie, któremu nigdy nie wybaczono. Do końca życia wypominano mu zachowanie przy bramce Ghiggii. Po latach sam zainteresowany powiedział w jednym z ostatnich wywiadów:

Maksymalna kara, jaką można otrzymać za przestępstwo popełnione w Brazylii wynosi 30 lat. Moja kara trwa już 50.

Dodatkowo ekipa Brazylii już nigdy nie zagrała w białych koszulkach, ponieważ wierzono, że ten kolor przynosi pecha. Ich kolor zmieniono więc na żółty.
Ponadto aż do debiutu reprezentacyjnego Didy w 1995 roku żaden czarnoskóry bramkarz nie stanął między słupkami bramki ekipy Canarinhos.
Nelson Rodrigues, brazylijski dramaturg, powieściopisarz i dziennikarz napisał z kolei:

Każdy kraj na świecie ma swoją katastrofę narodową, swoją Hiroszimę. Naszą katastrofą, naszą Hiroszimą był mecz z Urugwajem w 1950 roku.

Alcides Ghiggia, zdobywca gola dającego mistrzowski tytuł Urugwajowi, powiedział:

Tylko trzy osoby w historii uciszyły Maracanę: Papież, Frank Sinatra i Ja

## Nawiązania
Niespełna 64 lata po tym pamiętnym finale, 8 lipca 2014 roku na Estádio Mineirão został rozegrany mecz półfinałowy mundialu 2014 pomiędzy Brazylią a Niemcami przegrany przez gospodarzy 1–7. Spotkanie to zostało nazwane przez media Mineiraço.
16 lipca 2015, dokładnie w 65. rocznicę rozegrania meczu zmarł Alcides Ghiggia, ostatni żyjący uczestnik tego spotkania.

## Książki
Wydarzenia na Maracanie zaowocowały wydaniem kilku pozycji książkowych:
- Anatomia de uma derrota[60]
- Maracanazo: 16 de julho de 1950: tragédias e epopeias de um estádio com alma[61]
- Maracanazo[62]
- Maracanazo: e outras histórias[63]
- Maracanazo: A História Secreta[64]